# أمبي موراي
أمبي موراي (بالإنجليزية: Amby Murray)‏ هو لاعب كرة قاعدة أمريكي، ولد في 4 يونيو 1913 في فول ريفر في الولايات المتحدة، وتوفي في 6 فبراير 1997 في Port Salerno, Florida ‏ في الولايات المتحدة.

## وصلات خارجية
- أمبي موراي على موقع دوري كرة القاعدة الرئيسي (الإنجليزية)
- أمبي موراي على موقعبيزبول رفرنس.كوم (الدوري الرئيسي) (الإنجليزية)
- أمبي موراي على موقعبيزبول رفرنس.كوم (الدوري الثانوي) (الإنجليزية)